# 奥林匹克运动会以色列代表团
以色列自1952年以来以独立国家身份参加奥林匹克运动会。以色列奥林匹克委员会的成立则可追溯至1933年的巴勒斯坦托管地时期.
以色列参加了1952年以来的历届夏季奥林匹克运动会(除1980年抵制莫斯科奥运会以外)以及1994年以来的历届冬季奥林匹克运动会。

## 歷史
1933年，“巴勒斯坦地区奥林匹克委员会”正式成立，并在次年五月得到国际奥委会承认，然而却从未参赛过。尽管“巴勒斯坦地区奥林匹克委员会”代表了居住在巴勒斯坦托管地的穆斯林、犹太人和基督徒，但其章程中依然规定其“代表犹太人共同家园”。
在亚洲运动会联合会于1981年解散之前，以色列一直是其成员。然而1982年，在阿拉伯国家的压力下，以色列并没有加入新的亚奥理事会，而是选择加入欧洲奥委会並在1994年成為正式會員。

### 開始參與
以色列直到第十次参与奥运会，方在1992年奥运会上由柔道运动员雅兒·阿拉德首次夺取奖牌（银牌）。阿拉德获得奖牌后一天，另一名柔道选手歐倫·斯馬迪亞亦赢得一枚铜牌。自此，以色列在连续五届夏季奥运会上均有一枚铜牌入账，直至2012年在伦敦奥运会才中止这一纪录。此外，男子帆船运动员加爾·弗里德曼在2004年奥运会上成为以色列第一位奥运金牌得主。他此前还曾于1996年奥运会赢得一枚铜牌。以色列代表团在2016年奥运会共获得2枚铜牌。截至2014年，以色列代表团还不曾在冬奥会赢得奖牌。
具有以色列国籍的凯莱蒂·阿格奈什曾获得的奥运奖牌数多于任何一名以色列运动员。在赫尔辛基奥运会和墨尔本奥运会上，她以匈牙利代表团选手身份赢得10枚奖牌。获得过11枚奥运奖牌的美国游泳选手马克·斯皮茨是唯一一位获得奥运奖牌数多于凯莱蒂·阿格奈什的犹太裔奥运选手。
以色列在残奥会上的表现相较在奥运会上更为成功，在1960-2016年间共获得375枚奖牌，其中123面為金牌。。
於2021年舉行的東京奧運會上，韻律體操運動員利諾伊·阿什拉姆與男子競技體操運動員阿尔乔姆·多尔戈皮亚特分別在東京奧運韻律體操女子全能項目與東京奧運男子自由體操項目獲得金牌，阿維沙·森貝格則在跆拳道49公斤級比賽中獲得銅牌，總計2金2銅，為以色列代表團刷新了歷史。
2024年以色列代表團在艱難的情況下出戰巴黎奧運，總計獲得1枚金牌、5枚銀牌及1枚銅牌，以獎牌總數來看成績為歷年最佳；其中在東京奧運會上獲得金牌的體操運動員阿尔乔姆·多尔戈皮亚特此次在同項目競賽中獲得銀牌，為史上第一位連續兩屆贏得奧運獎牌的以色列選手；於帆船比賽男子風浪板iQFoil級項目中獲得金牌的選手汤姆·鲁文尼其教練即為第一個獲得奧運金牌的以色列帆船運動員加爾·弗里德曼；另外，由奥菲尔·沙哈姆﹑迪亚娜·斯韦尔佐夫、阿达尔·弗里德曼、罗米·帕里茨基與沙妮·巴卡诺夫五名成員組成的以色列韻律體操團隊於藝術體操團體全能比賽中獲得銀牌，這也是以色列代表團以獨立國家參與奧林匹克運動會以來獲得的第20面獎牌，

## 爭議事件
雖然IOC不允許在比賽中發生政治示威、種族歧視行為，但仍然發生一些爭議事件。

### 1936年柏林奥运会
数个国家的犹太裔运动员选择抵制1936年的柏林奥运会。在美国，美国犹太裔代表大会和犹太劳工委员会（JLC）对抵制行动予以支持。JLC并于1936年8月15-16日在纽约Randalls岛举办了“世界劳工体育节”（World Labor Athletic Carnival）以抗议当年度奥运会在纳粹德国举行。

### 1972年慕尼黑慘案
1972年奥运会以色列代表团的11名成员在慕尼黑惨案中遭杀害。这一悲剧也使以色列代表团放弃了当届奥运会的剩余赛事。
遇难者包括:
- 大衛·貝加，28岁，举重选手
- 齊夫·傅利曼，28岁，举重选手
- 約瑟夫·古弗羅恩德，40岁，摔跤裁判
- 埃利澤·哈爾芬，24岁，摔跤选手
- 約瑟夫·羅曼，31岁，举重选手
- 阿米祖爾·沙皮拉，40岁，田径教练
- 克哈特·索爾，53岁，射击教练
- 馬克·斯拉溫，18岁，摔跤选手
- 安德烈·史匹哲，27岁，击剑教练
- 雅科夫·斯普林格，51岁，举重裁判
- 摩西·溫伯格，33岁，摔跤教练

2016年8月3日，即奥运开幕两天前，国际奥委会首次举办活动悼念慕尼黑惨案中被杀的11名以色列选手。

### 最近事件

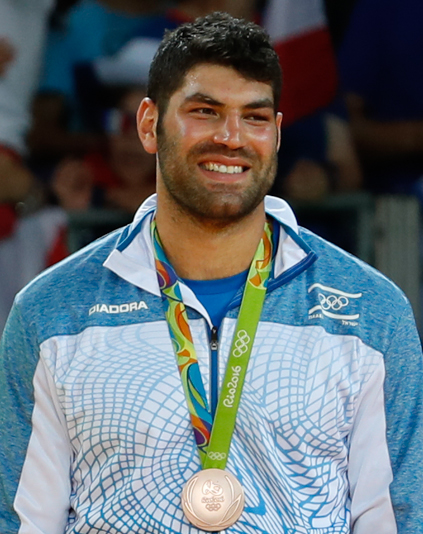
以色列柔道選手奥尔·萨松，獲得2016年奧運銅牌

2004年奥运会上，伊朗柔道运动员阿拉什·米雷斯麥里可能因为伊朗政府避免本国选手与以色列选手直接较量的干预措施而在对阵以色列选手阿胡德·瓦克斯的比赛中未有出赛。官方宣称米雷斯麥里因超重而丧失比赛资格，但他后来却获得伊朗政府的12.5万美元奖金，与奥运金牌得主奖金数额相当。国际柔道联盟曾启动对于米雷斯麥里是否故意增重以弃赛的调查；尽管调查结果表明他并非故意弃赛，但他所接受的奖金却引发了猜测。
2016年奥运开幕前，黎巴嫩代表团拒绝与以色列代表团乘坐同一辆通往马拉卡纳体育场的大巴。黎巴嫩代表团的负责人萨利姆·哈吉·尼古拉（Salim al-Haj Nicolas）承认其曾用身体挡住车门以阻止以色列运动员进入大巴。以色列帆船运动员伍迪·蓋兒称，为避免“外交以及肢体上的冲突”，以色列代表团最终乘坐另一辆大巴，之后他补充道：“他们怎么能让这样的事在奥运前夕发生？这样做难道不与奥林匹克所代表的正好相反吗？”
据以色列媒体披露，沙特阿拉伯柔道运动员尤德·法赫米为避免和以色列运动员吉莉·寇恩对战，放弃了第一场比赛。法赫米本人、阿拉伯卫星电视台以及沙特阿拉伯代表团对此都解释称其是因伤退赛。然而其他媒体报道称她并没有受伤。
以色列运动员奥尔·萨松在男子100公斤以上级第一轮比赛中战胜埃及选手伊斯拉姆·艾爾·席哈比，赛后沙森欲与艾爾·席哈比握手，但被对方拒绝。事后，艾爾·席哈比被国际奥委会以及埃及奥委会遣送回国。

## 獎牌榜

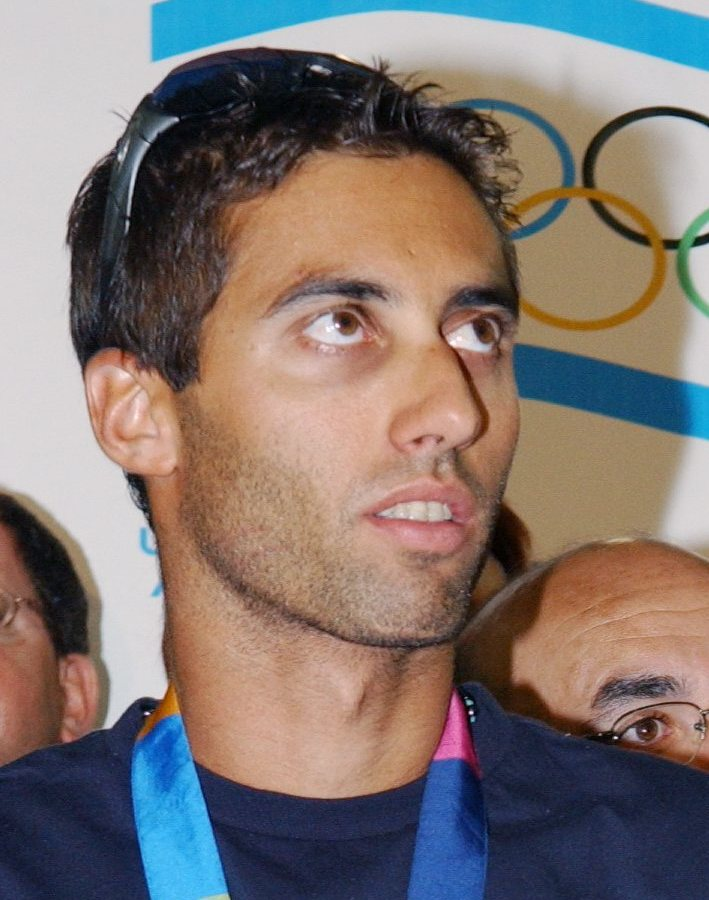
奥运金牌得主，帆船选手加爾·弗里德曼

### 歷屆成績

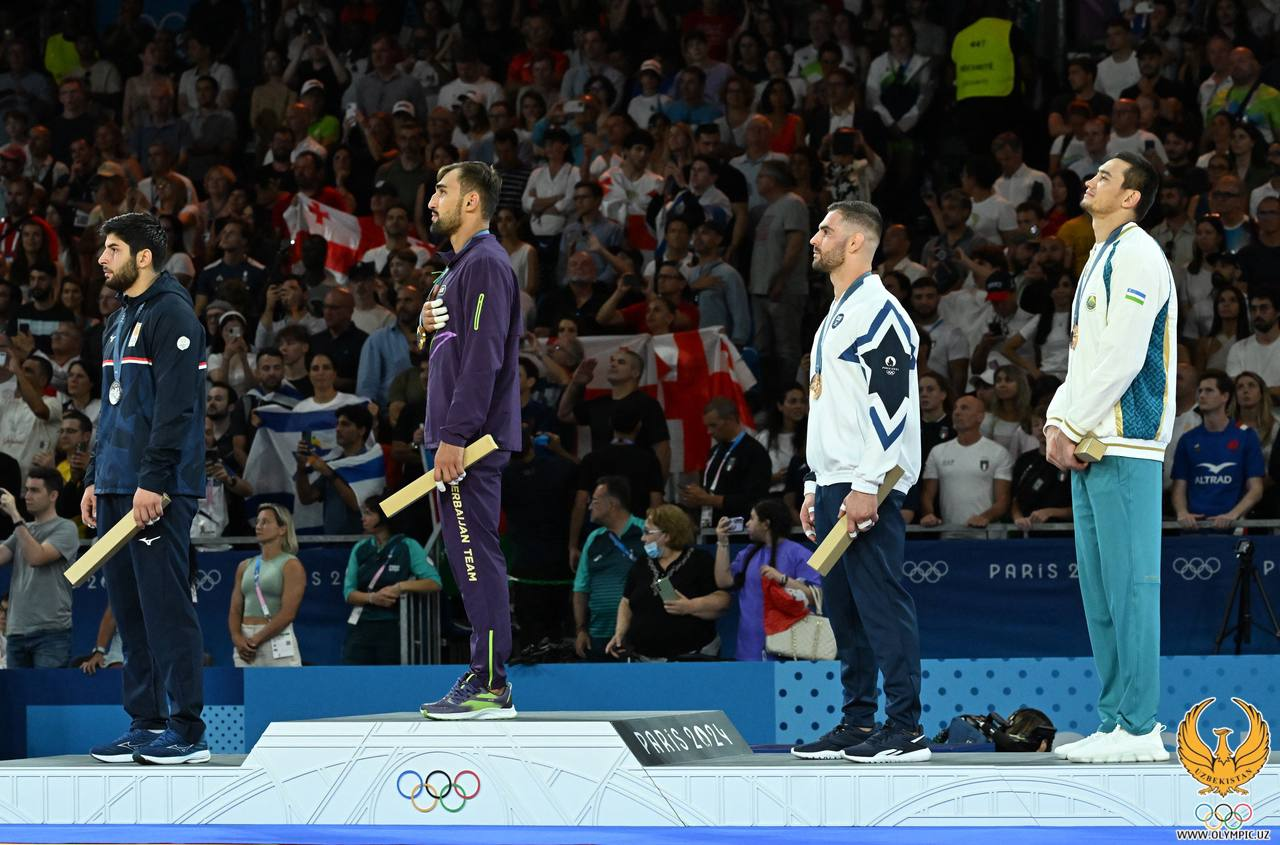
在2024年夏季奧林匹克運動會男子100公斤級柔道比賽中獲得銅牌的彼得·帕利奇克在領獎台上(右二)

| Games            | 金牌 | 銀牌 | 銅牌 | 合計 |
| 1992年巴塞隆納   | 0    | 1    | 1    | 2    |
| 1996年亞特蘭大   | 0    | 0    | 1    | 1    |
| 2000年悉尼       | 0    | 0    | 1    | 1    |
| 2004年雅典       | 1    | 0    | 1    | 2    |
| 2008年北京       | 0    | 0    | 1    | 1    |
| 2016年里約熱內盧 | 0    | 0    | 2    | 2    |
| 2020年東京       | 2    | 0    | 2    | 4    |
| 2024年巴黎       | 1    | 5    | 1    | 7    |
| 總計             | 4    | 6    | 10   | 20   |

### 獎牌分布項目
| 運動   | 金牌 | 銀牌 | 銅牌 | 合計 |
| 体操   | 2    | 2    | 0    | 4    |
| 帆船   | 2    | 1    | 2    | 5    |
| 柔道   | 0    | 3    | 6    | 9    |
| 皮划艇 | 0    | 0    | 1    | 1    |
| 跆拳道 | 0    | 0    | 1    | 1    |
| 總計   | 4    | 6    | 10   | 20   |

### 獎牌得主
| 獎牌 | 獎牌獲得者 | 參與賽事         | 運動   | 細項                 | 來源   |
| ---- | --- | ---------------- | ------ | -------------------- | ------ |
| 銀牌 | 雅兒·阿拉德 | 1992年巴塞隆納   | 柔道   | 女子61公斤级         | [ 4 ]  |
| 銅牌 | 歐倫·斯馬迪亞 | 1992年巴塞隆納   | 柔道   | 男子75公斤级         | [ 5 ]  |
| 銅牌 | 加爾·弗里德曼 | 1996年亞特蘭大   | 帆船   | 男子帆板             | [ 6 ]  |
| 銅牌 | 邁克爾·科爾加諾夫 | 2000年雪梨       | 皮划艇 | 男子500米单人K-1     | [ 28 ] |
| 銅牌 | 艾里爾·茲埃維 | 2004年雅典       | 柔道   | 男子100公斤级        | [ 29 ] |
| 金牌 | 加爾·弗里德曼 | 2004年雅典       | 帆船   | 男子帆板             | [ 6 ]  |
| 銅牌 | 沙哈爾·祖貝里 | 2008年北京       | 帆船   | 男子帆板             | [ 30 ] |
| 銅牌 | 雅登·潔比 | 2016年里約熱內盧 | 柔道   | 女子63公斤级         | [ 31 ] |
| 銅牌 | 奥尔·萨松 | 2016年里約熱內盧 | 柔道   | 男子100公斤以上级    | [ 32 ] |
| 金牌 | 阿尔乔姆·多尔戈皮亚特 | 2020年东京       | 体操   | 男子自由体操         | [ 33 ] |
| 金牌 | 利諾伊·阿什拉姆 | 2020年东京       | 体操   | 韻律體操女子个人全能 | [ 34 ] |
| 銅牌 | 阿維沙·森貝格 | 2020年东京       | 跆拳道 | 女子49公斤以下级     | [ 35 ] |
| 銅牌 | 以色列国家柔道队- 托哈尔·布特布尔 - 拉兹·赫什科 - 李·科赫曼 - 茵巴尔·拉尼尔 - 萨吉·穆基 - 希拉·里绍尼 - 巴鲁赫·什迈洛夫 - 提姆娜·纳尔逊-利维 - 彼得·帕利奇克 - 奥尔·萨松 - 吉莉·沙里尔 | 2020年东京       | 柔道   | 混合团体             | [ 36 ] |
| 金牌 | 汤姆·鲁文尼 | 2024年巴黎       | 帆船   | 男子風浪板iQFoil級   | [ 37 ] |
| 銀牌 | 莎龙·坎托尔 | 2024年巴黎       | 帆船   | 女子風浪板iQFoil級   | [ 37 ] |
| 銀牌 | 阿爾喬姆·多爾戈皮亞特 | 2024年巴黎       | 體操   | 男子自由體操         | [ 37 ] |
| 銀牌 | 奥菲尔·沙哈姆 迪亚娜·斯韦尔佐夫 阿达尔·弗里德曼 罗米·帕里茨基 沙妮·巴卡诺夫 | 2024年巴黎       | 體操   | 藝術體操團體全能     | [ 37 ] |
| 銀牌 | 茵巴爾·拉尼爾 | 2024年巴黎       | 柔道   | 女子78公斤級         | [ 37 ] |
| 銀牌 | 拉茲·赫什科 | 2024年巴黎       | 柔道   | 女子78公斤以上級     | [ 37 ] |
| 銅牌 | 彼得·帕利奇克 | 2024年巴黎       | 柔道   | 男子100公斤級        | [ 37 ] |